# Hans von Graben zum Stein
Hans (Johann) von Graben zum (von) Stein, der Ältere († 1587) war ein kärntnerischer Edelmann, der im 16. Jahrhundert gelebt hatte. Er war habsburgischer Ratsherr und Hofsekretär und führte die Titel eines Herren von Stein und Weidenburg.

## Biografie

### Herkunft
Den außerehelichen meinhardinischen Abkömmlingen, den Herren von Graben entstammend, wurde er in der Zeit nach deren politischen Hochblüte geboren. Als Sohn des hohen Militärs Lukas von Graben zum Stein und Enkelsohn des görzischen Reichsverwesers Virgil von Graben hatte er deren reichhaltiges Vermögen und Gut als Erbe erhalten.
Abstammung:
1. Grafen von Görz / Meinhardiner
  1. Linie Am Graben (Krain), vor 1170 – 13. Jahrhundert
    1. Linie Am Graben, Grabenhofen (Graz, Steiermark), vor 1259–1468
      1. Zweig in Thal, Anfang 14. Jahrhundert – nach 1341
      2. Rosenberger Zweig (nachmaliges Haus Orsini-Rosenberg), nach 1322
        1. Von Trauttmansdorff, 13./14. Jahrhundert

      3. Linie Grabner zu Rosenburg (Zweite Niederösterreichische Linie), vor 1314 – Mitte 17. Jahrhundert
      4. Kornberger Linie (Steiermark), vor 1325–1564 in weiblicher Linie
        1. Erste Niederösterreichische Linie, 1324–1421
        2. Erste Tiroler Linie, zweite Hälfte 15. Jahrhundert – nach 1519
          1. Schweizer Linie, unbekannt

        3. Familie Graeff, De Graeff (Niederlanden), um 1484
        4. Sommeregger Linie (Kärnten), vor 1436 – frühes 17. Jahrhundert
          1. Linie Am Stein (Kärnten), 1500–1664 in männlicher Linie
          2. Zweite Tiroler Linie, frühes 16. Jahrhundert – 1776/80

### Tätigkeit

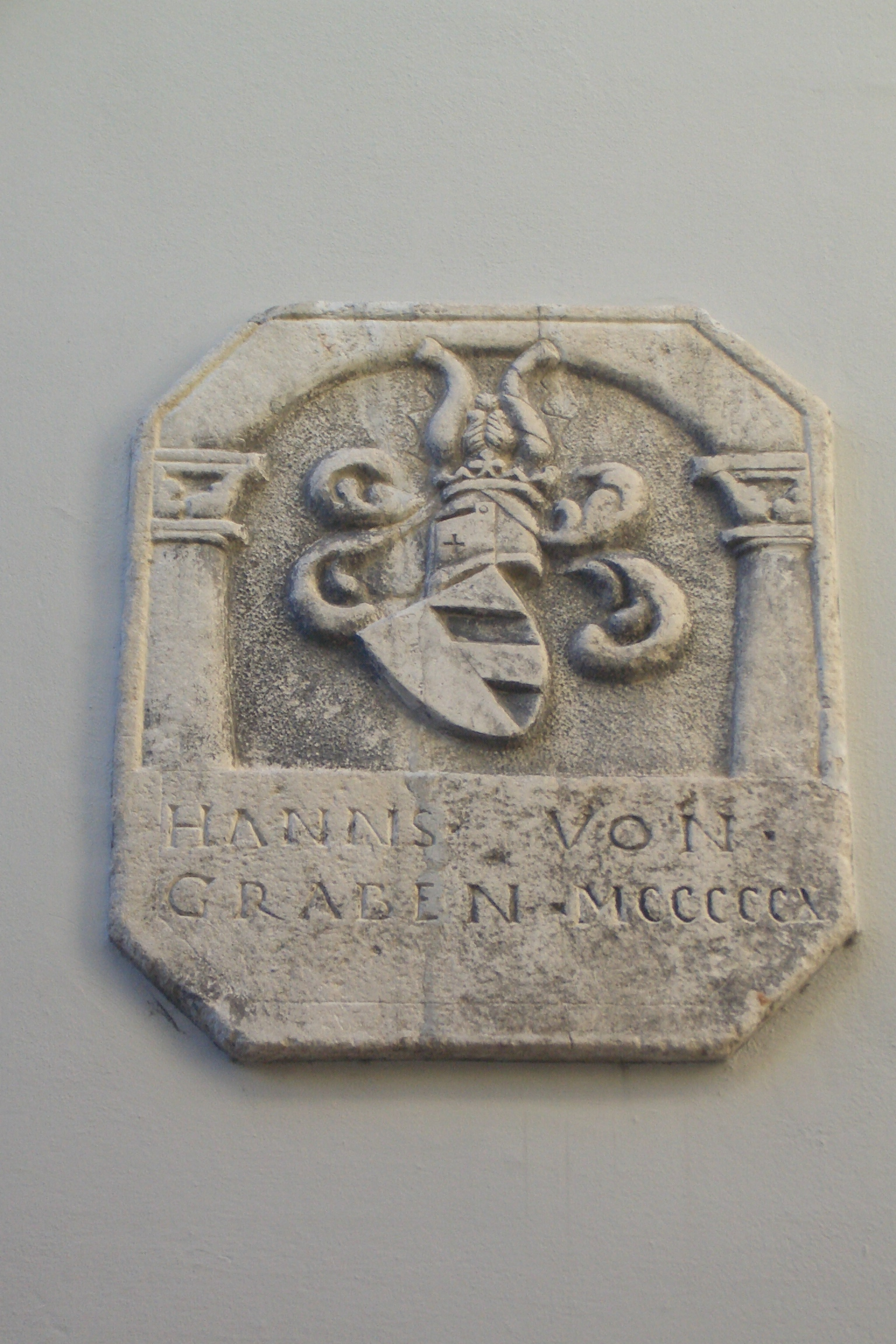
Hans von Graben zum Stein, Wappen in der nach ihm benannten Gasse in der Lienzer Altstadt

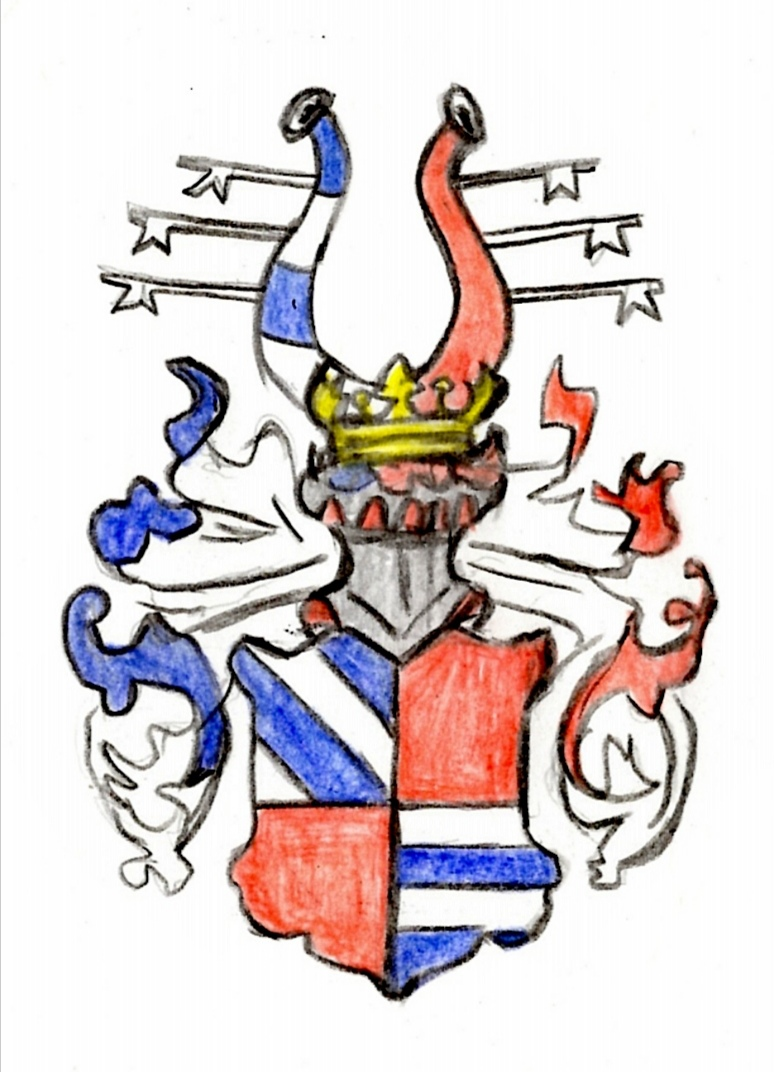
Wappen nach der kaiserlichen Wappenbesserung (1580er Jahre)

Neben der Herrschaft Stein und dem gleichnamigen Schloss Stein erhielt er von seinem Vater ein zusätzliches landesfürstliches Lehen mit Sitz auf Burgruine Weidenburg vererbt. Im Jahre 1545 verkaufte er es an Sigmund Khevenhüller zu Aichelberg. In der Stadt Lienz war Hans von Graben zum Stein als Stadtrichter tätig. Weiters war er wohl derjenige Graben, der Ratsherr und Hofsekretär von Erzherzog Ferdinand war. 1578 ließen Hans und sein Bruder Georg von Graben zum Stein die Grabeskirche in Toblach erbauen, und besaßen dort auch zeitweise die Herbstenburg. Ihm zu Ehren wurde die Straße in derer sich der Ansitz Graben befand Hans von Graben Gasse benannt. In den Akten Kaiser Karl V. wird er aufgrund einer Wappenbesserung und sonstiger Privilegien genannt.
1587 erhielt Hans seitens Kaiser Rudolfs II. Teile der Lehensgüter der abgestorbenen Familie der Rainer zu Rain in Kärnten, genauer gesagt die seines weitschichtigen Verwandten Haymeran  von Rain zu Sommeregg und dessen Sohn Bernhard, zu Lehen. Es handelte sich hierbei um Güter, welche die Rain mittels der Ehe von Haymeran mit Rosina von Graben von Rain durch Hans’ Großonkel Ernst von Graben erlangten. Diese Vorelterlichen Stücke umfassten Güter und Güteln bei Obervellach und wurden nach seinem Tod 1589 erneut an seinen Sohn Georg verliehen.
Es ist nicht bekannt ob Hans Schloss Schwarzenegk (Schwarzenegg) am Karst, Črni Vrh (Divača in Slowenien) gleich seinen Vorfahren besaß.

## Nachkommen
Hans von Graben zum Stein war laut Bucelin zwei Mal verehelicht; zuerst mit Anna Straufen, und 1576 mit Margarita Manndorfferin (von Manndorff).
Nachkommen aus erster Ehe:
- Barbara von Graben zum Stein († 1580), Ehefrau des Hans Krüner († 1581)
- Hans von Graben zum Stein der Jüngere († 1593); dessen Sohn Oswald von Graben zum Stein setzte die Linie am Stein fort
- Virgil von Graben zum Stein (genannt 1558–1570), ehelichte Apolonia von Kuenburg (* 31. Januar 1532; † nach 1584)[6]

Nachkommen aus zweiter Ehe:
- Christoph von Graben zum Stein (genannt 1575), ehelichte Ursula Wilandin
- Georg von Graben zum Stein (genannt 1575; † 1595), Herr von Stein; verehelicht mit Kunigunde (geb. Von Gendorf, verwitwete Von Vasold), keine Nachkommen
- Catharina von Graben zum Stein (genannt 1577)
- Elisabeth von Graben zum Stein

Anmerkung:
Nachdem Hans’ Söhne Hans [der Jüngere] und Georg von Graben zum Stein bereits 1593 resp. 1595 verstorben sind, ging der Besitz Stein an Hans’ [des Jüngeren] Sohn Oswald von Graben zum Stein († 1609) über.

## Information
Die Daten zu diesem Artikel wurden aus der Von Graben Forschung von Matthias Laurenz Gräff übernommen.